# عبدالله بن محمد الثانی
عبدالله بن محمد بن علی بن عبدالله آل ثانی از اعضای خانواده سلطنتی آل ثانی قطر است که در امارات متحده عربی (کشور مادرش) زندگی می‌کرد. او رئیس فرودگاه بین‌المللی شارجه، منطقهٔ آزاد تجاری بین‌المللی فرودگاه شارجه و بخش حمل‌ونقل هوایی در شارجه است. او همچنین رئیس باشگاه ورزشی الشرقی و رئیس باشگاه گلف و تیراندازی شارجه است.
عبدالله با افزایش صنعت حمل‌ونقل هوایی در شارجه و امارات متحدهٔ عربی و کمک‌های خود به باشگاه ورزشی شارجه شناخته شده‌است.